# Santa Maria in Posterula
Santa Maria in Posterula ou Igreja de Santa Maria em Posterula era uma igreja de Roma, Itália, localizada no rione Ponte, na antiga Strada dell'Orso, onde hoje está a praça da Ponte Umberto I. Foi demolida no final do século XIX para permitir a construção dos lungotevere (as "marginais" do Tibre) Tor di Nona e Marzio. Era dedicada a Virgem Maria.
Era a antiga igreja nacional em Roma da comunidade irlandesa, que hoje se reúne em San Patrizio a Villa Ludovisi.

## História e descrição
Era uma igreja de origem antiga. Segundo Mariano Armellini, foi mencionada em relação ao Tibre no Liber pontificalis na biografia do papa Nicolau I (r. 858–867) com o nome de Sant'Agata. No Catálogo de Cencio Camerario (1192), aparece no número 222 com o nome de Sancte Marie in Pusterulis. Com este nome aparece em bulas de 1205 e 1222. O termo "posterule" é uma referência a quatro poternas ("pequenas portas") que se abriam nas muralhas que margeavam o Tibre entre a Porta Flamínia e a Ponte Sant'Angelo. Esta igreja ficava ao lado da chamada Porta Dimizia. Mais adiante, ela passou a ser chamada de Santa Maria ad Flumen e, do século XVI em diante, Santa Maria dell'Orso, uma referência à strada dell'Orso, onde estava a fachada da igreja.
A igreja era sede de uma paróquia, mas, em 1569, passou a ser dependente do batistério de San Lorenzo in Lucina, o que significava que não tinha mais um batistério próprio. Em 1594, adquiriu, segundo algumas fontes, o território da antiga paróquia de San Biagio della Tinta. Foi também suprimida como paróquia na reforma do papa Leão XII em 1824.
Nas imediações da igreja estava um albergue romano chamado de "Albergue dell'Orso", um granário medieval chamado "Turris annonae", cuja corruptela do nome deu origem a "Tor di Nona", que foi depois transformado no Cárcere de Tor di Nona.

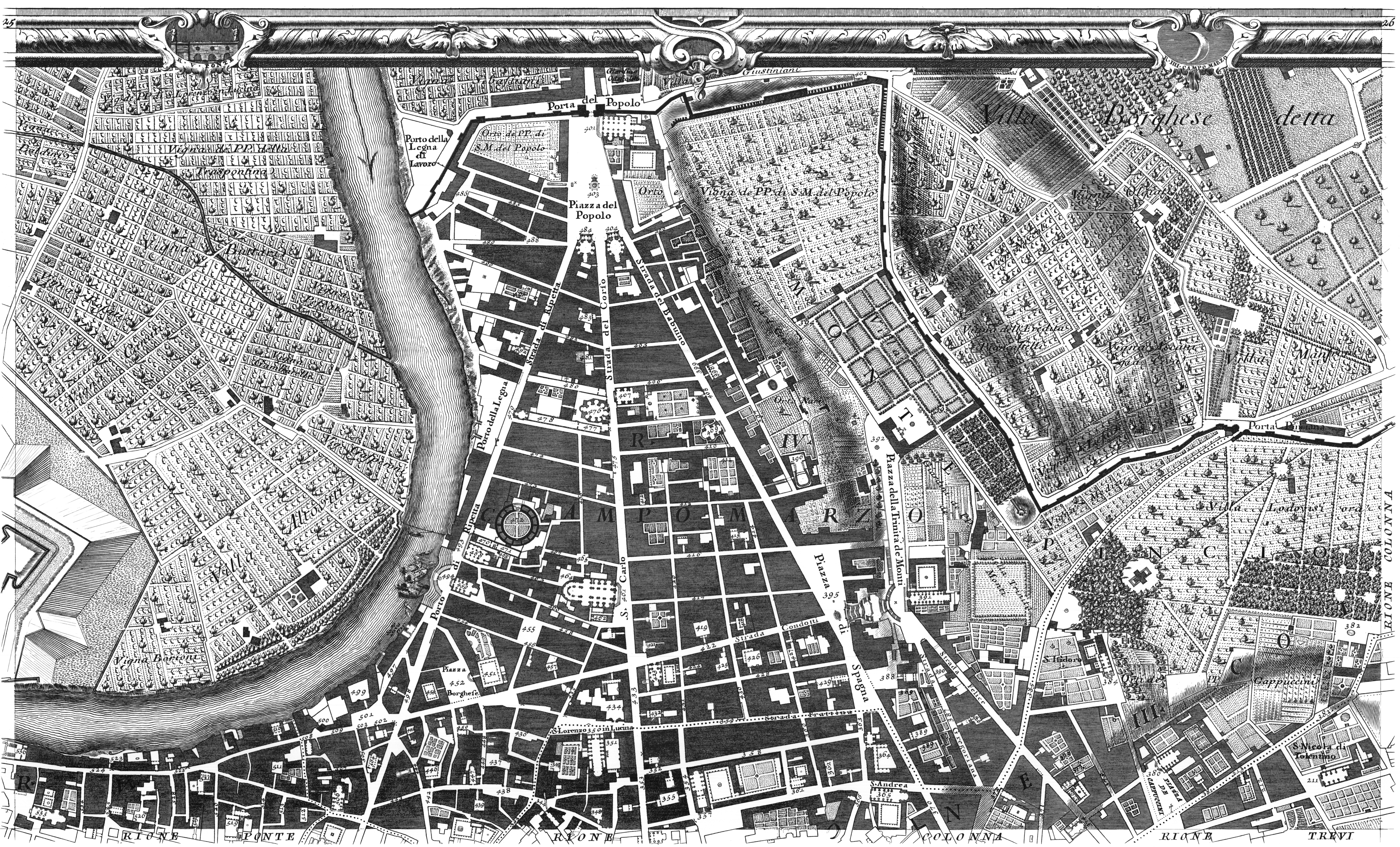
Mapa de Nolli (1748). Santa Maria é o número 522, no canto inferior esquerdo, às margens do Tibre.

Anexo à igreja estava um palácio do cardeal Ammannati, passado depois para o cardeal Sclafenati, bispo de Parma, para a família Caetani e, no século XVII, para a monges celestinos, que fundaram no local um seminário para o ensino da teologia. Eles também cuidavam da igreja e formavam a cura da paróquia. O abade geral dos celestinos, Vincenzo Spinelli, descreveu assim a igreja em 1662:
| “ | Na venerável igreja de Santa Maria in Posterula há um coro, órgão, sacristia e um campanário com duas campanas. Há dois altares, o maior, da Madona, e os outros, de São Brás, Santo Estêvão e São Lourenço. Três sepulturas: duas na igreja para os seculares e uma na sacristia para os monges e sacerdotes. Se realiza a cura das almas pelo clero regular nomeado pro tempore pelo abade do colégio e aprovado pelo cardeal-vigário. | ” |
|   | — Armellini. |   |

Nesta igreja se venerava uma imagem de Nossa Senhora das Graças (Madonna delle Grazie) considerada milagrosa, que ficava inicialmente em San Biagio della Tinta e depois transferida para lá no final do século XVI; ela foi coroada solenemente na Basílica de São Pedro em 1653.
Em 1819, a igreja e o mosteiro anexo foram entregues aos agostinianos irlandeses. Eles transferiram de sua antiga residência, San Matteo sulla via Merulana, um outro ícone do século XIV muito venerado e dedicado a Nossa Senhora do Perpétuo Socorro, transferido novamente, em 1866, para Sant'Alfonso all'Esquilino. Quando esta igreja foi demolida, algumas de suas obras, como a imagem de Nossa Senhora das Graças, foram transferidas para a nova igreja nacional dos irlandeses, San Patrizio a Villa Ludovisi.